# ブルー・リッジ級揚陸指揮艦
ブルー・リッジ級揚陸指揮艦（ブルー・リッジきゅうようりくしきかん、Blue Ridge class command ship）は、アメリカ海軍の揚陸指揮艦。艦隊の指揮を執るための専用艦であり、武装は軽微であるが、充実した指揮・通信設備を搭載している。

## 概要
軍における指揮・統制および通信の確保は重要であり、特に水上艦船のほか、陸上部隊・航空部隊が交錯する揚陸戦においては、特にその確保が求められる。アメリカ海軍は、戦艦・巡洋艦・航空母艦・輸送艦などの大型艦に司令部人員を搭乗させ、指揮にあたらせてきたが、特に多くの司令部要員を必要とする揚陸戦の指揮艦については、戦闘艦艇の限られた司令部区画では手狭であるため、第二次世界大戦以降は輸送艦改造の指揮艦を用いてきた。
1960年代においてアメリカ海軍が使用していた揚陸指揮艦は第二次大戦中に建造されたものであり、旧式化が進み、それらを更新するために本級が建造された。基本計画番号はSCB400。1963年から検討計画が開始され、1967年に1番艦が起工、1970年から就役した。
本級の特徴として、イオー・ジマ級強襲揚陸艦を母体としており、艦の中央に船橋があり、前甲板・後甲板とも原則としてフラットであることが挙げられる。これは、電波障害の原因になる構造物を極力排したもので、甲板上には各種通信アンテナが設置されている。速力も20ノット以上が求められ、最大23ノットと、従前の揚陸指揮艦より高速化された。
方面艦隊の情報の配信・統御を司る本艦は、艦内に小規模な出版社と印刷所並みの設備を持ち、広報誌なども自力で発行している。2013年時点で同設備室内で媒体編集に使われているコンピュータはiMacである。
艦体が老朽化してきたこともあり、統合指揮艦「JCC(X)」や揚陸指揮艦更新計画「LCC(R)」の名称で後継艦が検討されていたが、2011年に後継艦開発は中止され、艦齢延長工事により、少なくとも2039年までは本級が運用されることとなった。

## 同型艦
| 艦番号 | 艦名                                     | 建造                   | 発注            | 起工           | 進水          | 就役            | 母港                                     |
| ------ | ---------------------------------------- | ---------------------- | --------------- | -------------- | ------------- | --------------- | ---------------------------------------- |
| LCC-19 | ブルー・リッジ USS Blue Ridge            | フィラデルフィア       | 1964年 12月31日 | 1967年 2月27日 | 1969年 1月4日 | 1970年 11月14日 | 日本 神奈川県横須賀市 横須賀基地         |
| LCC-20 | マウント・ホイットニー USS Mount Whitney | ニューポート・ニューズ | 1966年 8月10日  | 1969年 1月8日  | 1970年 1月8日 | 1971年 1月16日  | イタリア ラツィオ州ラティーナ県 ガエータ |